# Pa Vệ Sủ
Pa Vệ Sủ hay Pa Vệ Sử là một xã thuộc huyện Mường Tè, tỉnh Lai Châu, Việt Nam.
Xã Pa Vệ Sủ có diện tích 244,03 km², dân số năm 1999 là 1.552 người, mật độ dân số đạt 6 người/km². Tới năm 2019 dân số Pa Vệ Sử khoảng  2.700 người. Người sắc tộc La Hủ chiếm tới 94% dân số.
Đường biên giới Việt Nam - Trung Quốc chạy từ phía bắc qua phía đông bắc sang phía đông, Pa Vệ Sủ tiếp giáp lần lượt với hương Giả Mễ (đỉnh Pu Si Lung), trấn Mãnh Lạp và trấn Kim Thủy Hà đều thuộc huyện Kim Bình châu Hồng Hà tỉnh Vân Nam Trung Quốc. Đường biên giới thuộc xã dài khoảng 31,56 km với 7 mốc, từ mốc số 42 trên núi Pu Si Lung tới mốc số 48. Phía đông nam Pa Vệ Sử giáp xã Hua Bum của huyện Nậm Nhùn tỉnh Lai Châu. Từ phía nam lên phía tây bắc, Pa Vệ Sử đều tiếp giáp các xã cùng huyện Mường Tè làː Bum Nưa (phía nam), Bum Tở (phía tây nam), và Pa Ủ (phía tây bắc).